# 838
838 (DCCCXXXVIII) var ett normalår som började en tisdag i den julianska kalendern.

## Händelser

### Okänt datum
- I den Aghlabidiska dynastin efterträds Ziyadat Allah I ibn Ibrahim av al-Aghlab Abu Affan ibn Ibrahim.

## Födda
- Muhammad ibn Jarir at-Tabari, arabisk historiker.

## Avlidna
- Januari – Babak Khorramdin, persisk upprorsledare.
- 13 december – Pippin av Akvitanien, kung av Akvitanien.